# Pronous quintana
Pronous quintana là một loài nhện trong họ Araneidae.
Loài này thuộc chi Pronous. Pronous quintana được Herbert Walter Levi miêu tả năm 1995.